# Baetis aeneus
Baetis aeneus is een haft uit de familie Baetidae. De wetenschappelijke naam van de soort is voor het eerst geldig gepubliceerd in 1936 door Navás.
De soort komt voor in het Afrotropisch gebied.